# نورمن فاستر (کارگردان)
نورمن فاستر (انگلیسی: Norman Foster؛ ‏ ۱۳ دسامبر ۱۹۰۳ – ۷ ژوئیهٔ ۱۹۷۶) بازیگر، کارگردان، و فیلم‌نامه‌نویس اهل ایالات متحده آمریکا بود.
از فیلم‌ها یا مجموعه‌های تلویزیونی که وی در آن‌ها نقش داشته است، می‌توان به ازدواج آخر هفته، دیوی کراکت و اورینت اکسپرس اشاره نمود.